# أوتو سكوت
أوتو سكوت (بالإنجليزية: Otto Scott)‏ هو مؤرخ وصحفي أمريكي، ولد في 26 مايو 1918، وتوفي في 5 مايو 2006.